# Химна Северне Кореје
Државна химна Северне Кореје носи назив „Патриотска песма” (Aegukka). Састављена је 1945. године као партиотска песма у славу независности од окупације Јапанског Царства, а усвојена је за државну химну 1947. године. 

## Етимологија
Термин Aegukka је латинична транскрипција појма „Патриотска песма”, а химна је такође позната по свом првом стиху - Ach'imŭn pinnara, односно Нек зора заруди.

## Историја
Привремена Влада Републике Кореје (1919-1945) у Шангају је усвојила песму Aegukga (која има исто име са другачијом транскрипцијом) за своју химну. После Другог светског рата, Јужна Кореја је сачувала текст старе химне и унела нову мелодију, док је Северна Кореја усвојила нову химну 1947. коју је написао Пак Се-Јонг, а музику је компоновао Ким Вон-гјун.
Током осамдесетих година 20. века, Ким Џонг Ил је покушао да смањи значај химне у корист "Песме генерала Ким Ил-сунга".
Временом су „Песма генерал Ким Ил Сунга” и "Песма генерала Ким Џонг Ила" заузеле место де факто националних химни у земљи, а „Патриотска песма” се користи за међународно представљање Северне Кореје: приликом посете страних званичника држави или када се севернокорејски спортисти такмиче на међународним спортским такмичењима.